# أنطونيو بارلوزي
أنطونيو بارلوزي أو أنطونيو بارلوتسي (بالإيطالية: Antonio Barluzzi; 26 أيلول 1884 - 14 كانون الأول 1960), مهندس معماري إيطالي عمل في الأراضي المقدسة في عهد الانتداب البريطاني. خطط بارلوتسي عدد كبير من الكنائس في الأراضي المقدسة، تابعة بشكل خاص للرعاية الفرنسيسكانية.
ولد انطونيو بارلوتسي في روما لعائلة عملت لأربعة أجيال تحت يدي الفاتيكان. بين السنوات 1902-1907 درس الهندسة في الجامعة في روما. وصل بارلوتسي إلى القدس في عام 1913 لمساعدة شقيقه لويجي بارلوتسي في إنشاء المستشفى الإيطالي في القدس.
في عام 1919 تم تعيينه من قبل فرديناندو ديوتالوي، لتأسيس كنيسة كل الأمم بجانب بستان جثيماني (بالإنجليزية: Garden of Gethsemane). على جبل الزيتون في القدس، ولتأسيس أيضا كنيسة التجلي على جبل الطور. بين السنوات 1924-1925 بنى تكية وكنيسة فرنسيسكانية مقدمة للراعي الصالح في أريحا، وأواخر العشرينات من عمره أعاد تجديد كنيسة الجلد (Church of the Flagellation) في طريق الآلام في القدس. في عام 1926 أسس بارلوتسي مجمع تيرا سانكتا (Terra Sancta) في القدس. أوائل الثلاثينات أسس بارلوزي دير في حيفا، خلال 1933 - 1937 عمل لمدة موسمين في ترميم طفيف في كنيسة القيامة. بعد ذلك بنى بارلوتسي دير سانت أنتوني في القدس. بين السنوات 1937-1938 أنشأ بارلوتسي الكنيسة في (جبل المباركين بالاتينية)من اجل الجمعية التبشيرية الإيطالية (Italica Gens)، من 1938 - إلى 1940 ادخل إصلاحات شاملة في كنيسة الزيارة في عين كارم، وفي عام 1941، جنبا إلى جنب مع المهندس المعماري من البندقية (فينيتسيا) لويجي مرنجوني، خطط خطة تصميم معماري جديدة كليا لكنيسة القيامة، بتكليف له من قبل الفاتيكان ومبعوثها غوستافو تيستا.
خلال الحرب العالمية الثانية عاد بارلوتسي إلى إيطاليا، حيث بقي هناك حتى عام 1947. في 1948 - 1949 رجع وجدد الكلويستر Cloister في كنيسة سانت كاترين الفرنسيسكانية في بيت لحم، بين السنوات 1952-1953 بنى كنيسة القديس لازاروس في العيزرية في عام 1954 بنى دير الرعاة في بيت ساحور وفي 1954-1955 بنى كنيسة (Dominus Flevit) على جبل الزيتون في القدس.
آخر عمل كبير كان له هو خطة مفصلة لكنيسة البشارة في الناصرة، عمل عليها من عام 1939 فصاعدا. في عام 1954 تم وضع حجر الأساس لكنيسة البشارة، ولكن في نهاية المطاف تم نقل مشروع كنيسة البشارة إلى مهندس معماري إيطالي آخر، جيوفاني موزيو (Giovanni Muzio)، وغادر بارلوتسي البلاد في عام 1958.
توفي بارلوتسي في روما عام 1960.

## من أعمال بارلوزي في الأراضي المقدسة

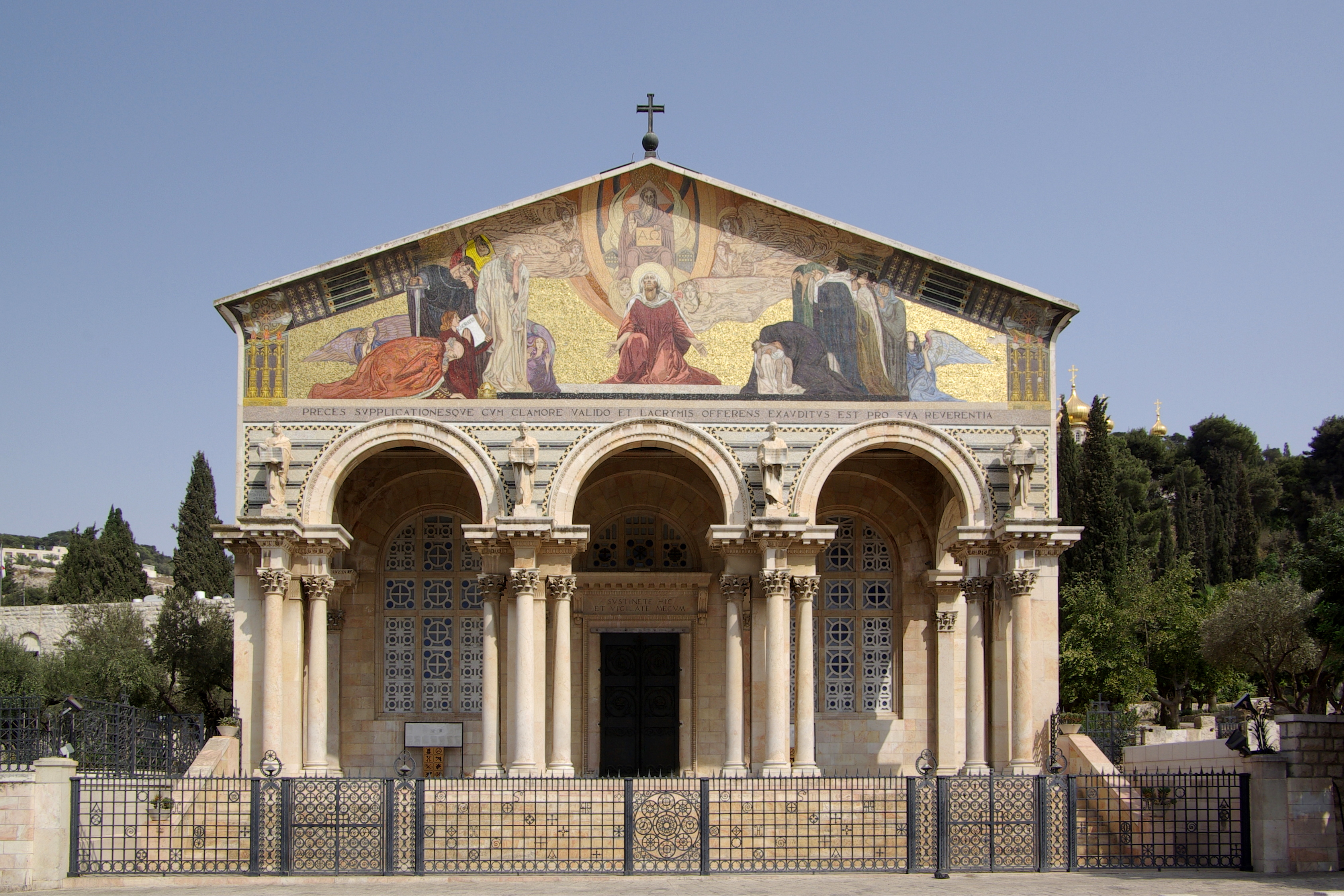
كنيسة كل الأمم على سفح جبل الزيتون
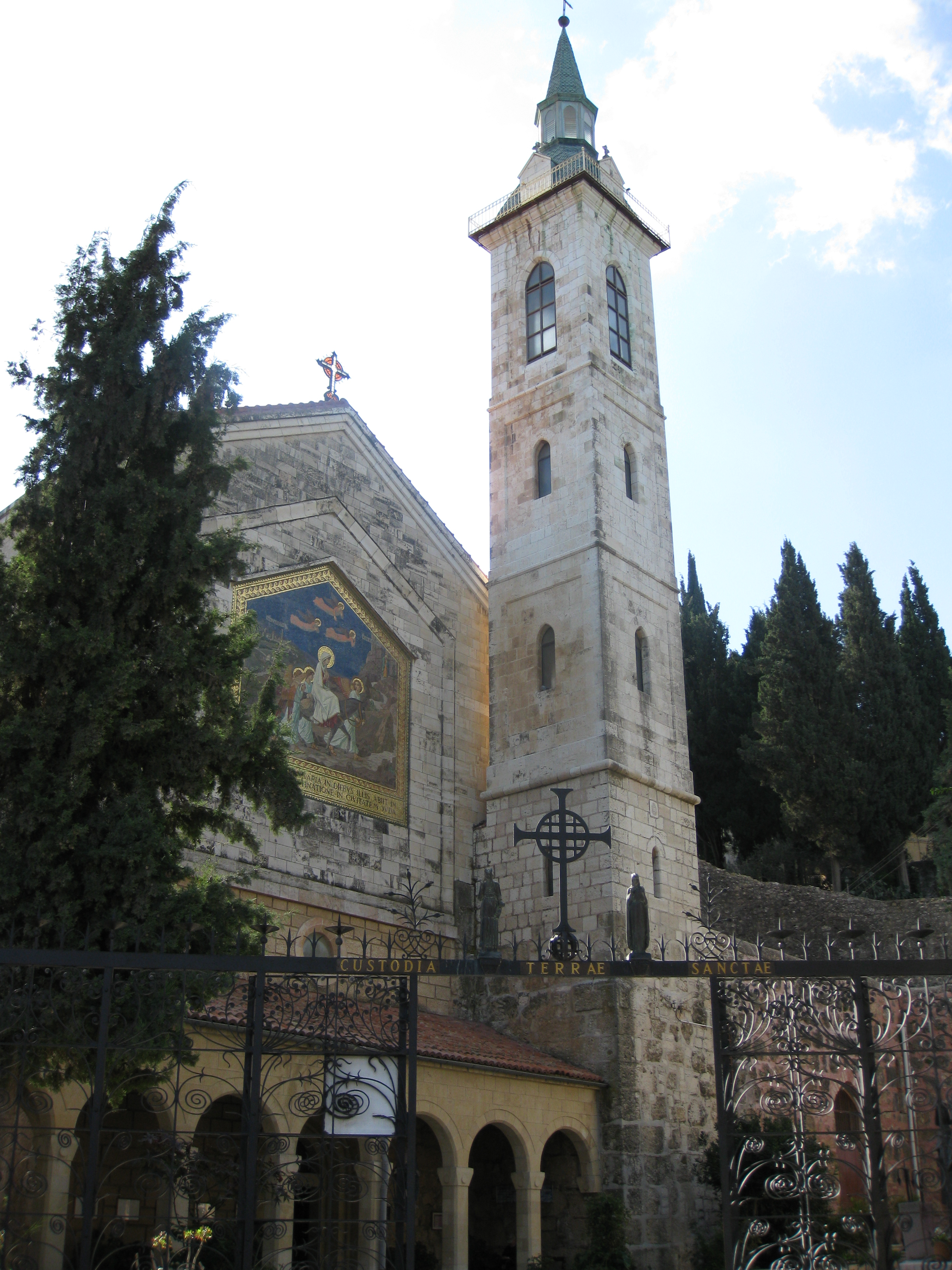
كنيسة الزيارة في عين كارم
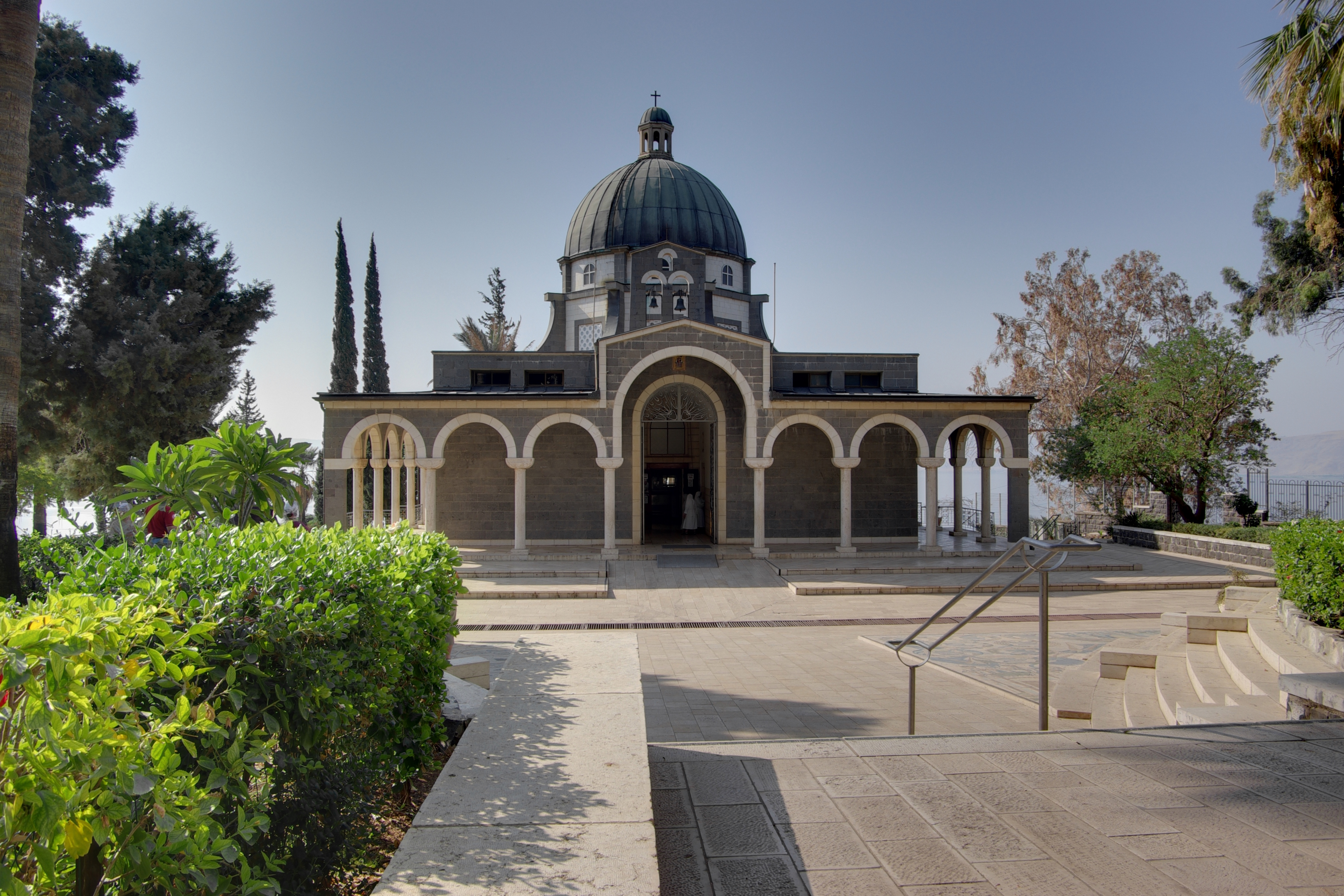
الكنيسة في جبل المباركين (بالاتينية)
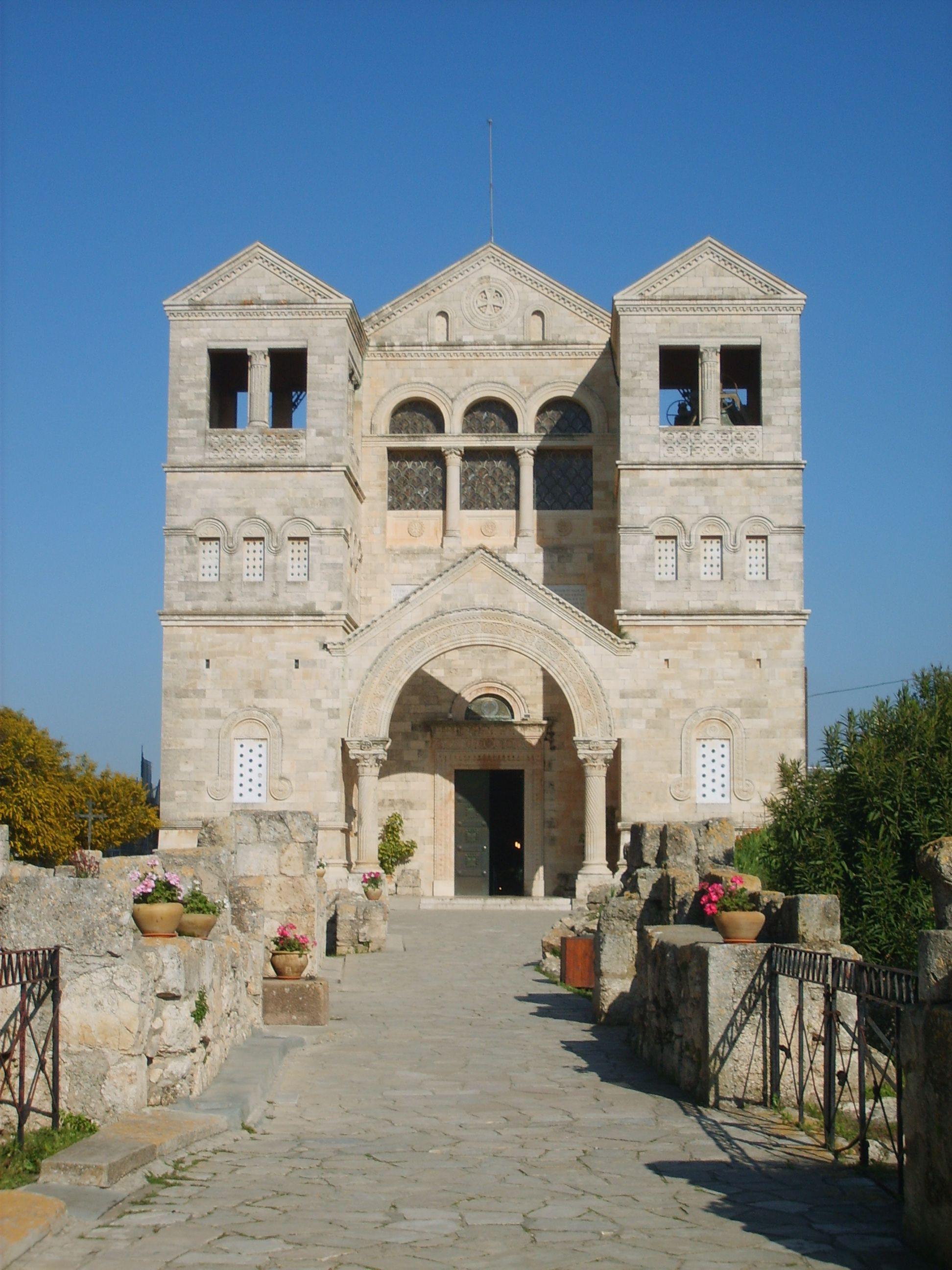
كنيسة التجلي على جبل الطور